# Papúes

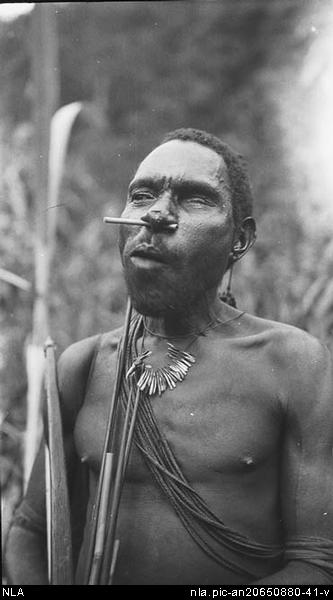
Hombre de la tribu de los kukukuku (angu) en 1931.

Papúes es un término para describir a los diferentes pueblos indígenas de Nueva Guinea, Indonesia e las islas vecinas, en concreto los hablantes de lenguas papúes. A menudo se distinguen lingüísticamente de austronesios, los hablantes de una familia de lenguas introducidas en Nueva Guinea, unos tres mil años atrás, pero esto no siempre es una distinción étnica, los austronesios se consideran a menudo parte de la cultura de Papúa.
Los grupos papúes podían llegar en caso extraordinarios a decenas de miles de miembros, por lo que Nueva Guinea estuvo dividida políticamente en miles de grupos autónomos que frecuentemente guerreaban entre sí. Tenían culturas bastante elaboradas y además la agricultura empezó muy tempranamente. En la actualidad numerosos grupos papúes siguen siendo esencialmente agricultores y cazadores y se organizan en poblados alejados de las concentraciones urbanas. Uno de los problemas recientes que están afrontando es la deforestación que está perjudicando gravemente su forma tradicional de vivir. 
Según un estudio, las personas de Papúa, junto con los melanesios, son los únicos seres humanos modernos conocidos cuyos antepasados prehistóricos cruzaron con los homínidos de Denisova, con la que comparten el 4-6 % de su genoma.

## Grupos étnicos papúes
- Angu
- Amung
- Asmat
- Baining
- Baruya
- Bauzi
- Bilibil
- Chambri
- Dani
- Ekari
- Etoro
- Fayu
- Fore
- Gadsup
- Gogodala
- Haroli
- Huli
- Kombai
- Korowai
- Kwoma
- Korowai
- Koteka
- Lani
- Lak
- Maisin
- Marind
- Mek
- Mian
- Moni
- Motuan
- Mundugumor
- Ogea
- Orokaiva
- Sambia
- Sawi
- Swagap
- Tairora
- Telefol
- Tolai
- Tsembaga
- Urapmin
- Wiru
- Wopkaimin
- Yali
- Zia

## Lenguas papúes

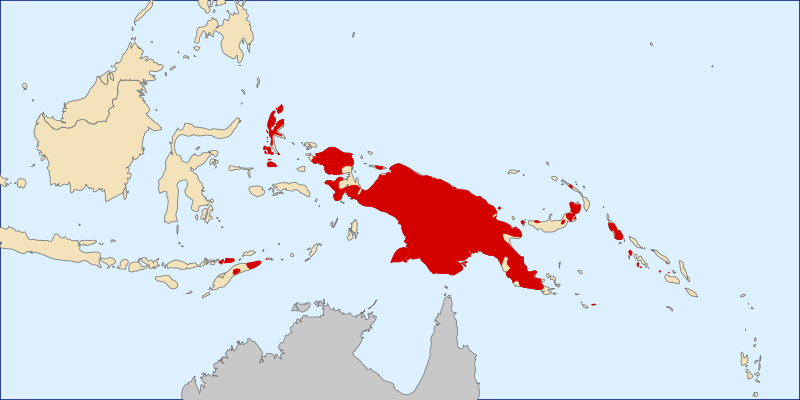
Área donde se encuentran las diferentes lenguas papúes, autóctonas de la región y cuya presencia se remonta a milenios antes de la llegada de los pueblos austronesios.

El gran número de grupos étnicos distinguibles en Nueva Guinea y archipiélagos cercanos, se refleja igualmente en una altísima diversidad lingüística en esa región geográfica. Desde principios del siglo XX, antropólogos y lingüistas trabajaron intensamente para documentar las lenguas papúes, clasificarlas y reconstruir su historia pasada. El trabajo conjunto de antropólogos y lingüistas ha permitido clarificar numerosos aspectos concretos de la etnogénesis de los pueblos de Nueva Guinea y los archipilélagos cercanos.
Si bien las lenguas papúes no constituyen una familia filogenética demostrada, se considera que podrían formar una macrofamilia, ya que la evidencia arqueogenética muestra que existe un origen genético común de la mayor parte de hablantes de estas lenguas. Sin embargo, la profundidad estimada para la lengua de los ancestros comunes a los papúes superaría los 30 mil años, lo cual sugiere que es inviable reconstruir con un nivel de detalle una protolengua común. Actualmente se han demostrado la existencia de unas 40 familias lingüísticas y un número adicional de lenguas no adscritas. El trabajo de la lingüística histórica podría permitir reducir este número a medida que se demuestren relaciones filogenéticas fiables entre estas familias.

## Genética

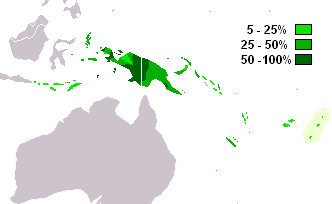
Zona de distribución del haplogrupo M del ADN-Y.

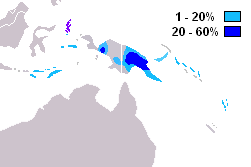
Zona de distribución del haplogrupo S del ADN-Y.

Entre los pueblos que hablan lenguas papúes son muy frecuentes los haplogrupos M y S, que además son casi exclusivos de Oceanía. El haplogrupo M apareció hace entre 32 y 47 mil años, mientras que el haplogrupo S apareció hace entre 28 y 41 mil años. Esto sugiere que los antepasados de los modernos pueblos papúes se remontaría hace unos 40 mil años, mientras que la presencia humana en Nueva Guinea estaba asentada hace 50 mil años (se debate si hace 60 mil años ya pudo estar habitada).